# Jonas Jacobsson
Jonas Jacobsson, né le 22 juin 1965 à Norrköping, est un tireur handisport suédois. Il détient 30 médailles aux Jeux paralympiques dont 17 en or, obtenues entre 1980 et 2012.

## Biographie
Grâce à ses trois médailles d'or aux Jeux paralympiques d'été de 2008, il est le premier athlète handisport à recevoir la Médaille d'or du Svenska Dagbladet.